# Leptomeria glomerata
Leptomeria glomerata är en tvåhjärtbladig växtart som beskrevs av Ferdinand von Mueller och Joseph Dalton Hooker. Leptomeria glomerata ingår i släktet Leptomeria och familjen Amphorogynaceae. Inga underarter finns listade i Catalogue of Life.